# 市道171号 (台湾)

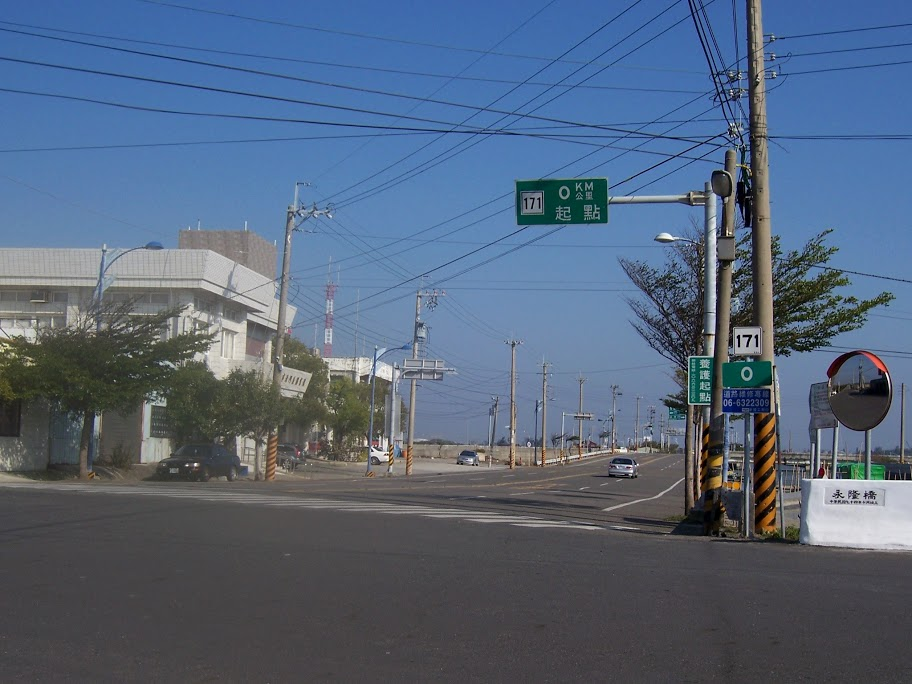
起点付近

市道171号（しどう171ごう）は、台南市北門区から同市官田区烏山頭を結ぶ、全長計38.269kmの台湾の市道である。台19甲線と重複区間がある。

## 通過する自治体
- 台南市
  - 北門区
  - 学甲区
  - 麻豆区
  - 官田区

## 接続する道路
- 台17線
- 市道174号
- 台19線
- 市道176号
- 市道173号
- 台19甲線
- 台19甲線
- 市道176号
- 市道171甲線（高架橋に下の道路）
- 市道171甲線・市道171乙線
- 台1線
- 国道3号（インターチェンジ）
- 県道165号

## 施設
- 港尾国民小学校
- 大山国民小学校
- 麻豆国民中学校
- 台84線（高架橋に下の道路）
- 拔子林陸橋
- 観月橋
- 渡拔国民小学校
- 国立台南芸術大学
- 烏山頭ダム
- 烏山頭インターチェンジ

## 支線

### 甲線
市道171号甲線（しどう171ごうこうせん）は、台南市麻豆区から同市官田区西庄を結ぶ、全長計3.598kmの台湾の市道であり。台84線高架橋に下の道路や側車道が、市道171号乙線と重複区間がある。麻豆～台84線下営JCT区間工事中。

#### 通過する自治体
- 台南市
  - 麻豆区
  - 官田区

#### 接続する道路
- 台84線（インターチェンジ）・台19甲線
- 市道176号
- 市道171号
- 台84線（インターチェンジ）・県道171号乙線
- 市道171号乙線・市道171号

#### 施設
- 麻豆インターチェンジ
- 西庄インターチェンジ

### 乙線
市道171号乙線（しどう171ごうおつせん）は、台南市官田区西庄から同区渡頭を結ぶ、全長計5.312kmの台湾の市道であり。台84線高架橋に下の道路や側車道が、市道171号甲線と重複区間がある。

#### 通過する自治体
- 台南市
  - 官田区

#### 接続する道路
- 市道171号・市道171号甲線
- 市道171号甲線・台84線（インターチェンジ）
- 台84線（インターチェンジ）・台1線

#### 施設
- 西庄インターチェンジ
- 渡頭インターチェンジ

## 歴史
- 1961年、北門～社子間を県道171号に指定する。
- 1983年、台１線以東の路線（渡頭～社子間）を県道171甲線に指定する。
- 2001年、県道171甲線を廃止し、県道171線に統合する。
- 2008年10月、郷道南111線、南117線、南116線を統合し、北門～烏山頭区間を県道171線に指定する。
- 2010年、台84線の側道を分離し、麻豆～西庄間を県道171甲線、西庄～渡頭間を県道171乙線に指定する。
- 2013年、台南県が台南市に吸収されたことに伴い、市道171線・市道171甲線・市道171乙線に改名される。
- 2017年、西庄～麻豆間を市道171甲線、市道171乙線と重複区間を廃止し、西庄～渡頭間を市道171乙線に指定する。